# Gozdawa (Basse-Silésie)
Pour les articles homonymes, voir Gozdawa.
Gozdawa est une localité polonaise de la gmina et du powiat de Środa Śląska en voïvodie de Basse-Silésie.